# Michael Bublé
Michael Steven Bublé OC (Burnaby, 9 de setembro de 1975) é um cantor, compositor, ator, e produtor musical canadiano. Ele ganhou vários prémios, incluindo quatro Grammy e dez Juno Awards. Seu álbum homónimo de estreia, de 2003, alcançou o Top 10 no Canadá, Reino Unido e Austrália. Ele obteve sucesso comercial nos EUA com o álbum It's Time, impulsionado pelo hit "Home". O seu terceiro álbum Call Me Irresponsible chegou a número um da Billboard 200, assim como o álbum posterior Crazy Love. O seu álbum Christmas, lançado em outubro de 2011, vendeu seis milhões de cópias em apenas dois meses, mantendo-se em primeiro lugar por cinco semanas consecutivas como o álbum mais vendido no mundo. O mais recente Love, lançado em novembro de 2018, alcançou o primeiro lugar na Billboard Top 200. Até 2019, Bublé havia vendido mais de 60 milhões de álbuns ao redor do mundo.

## Vida pessoal
Michael Bublé nasceu na cidade de Burnaby em Canadá. Ele é filho de Lewis Bublé, um pescador de salmão.
Michael Bublé era noivo de longa data de Debbie Timuss, uma atriz, dançarina e cantora. Ambos estavam na Red Rock Diner em 1996 e Dean Regan's Swing Forever, em 1998. Embora distante, na Itália, Bublé co-escreveu o hit single "Home" para Debbie. Debbie foi também abordada no vídeo para a música "Home". Seu noivado terminou em novembro de 2005. Durante uma aparição na televisão australiana logie's Awards, em 2005, ele conheceu a atriz britânica Emily Blunt nos bastidores. Ele pensava que ela era uma produtora de televisão da BBC,cujo namoro terminou em 2008. Em abril de 2011, casou-se com a atriz e cantora argentina Luisana Lopilato, com quem tem um relacionamento desde 2008.
O casal tem três filhos, Noah Bublé, nascido em 27 de agosto de 2013, Elías Buble, nascido em 22 de janeiro de 2016, e Vida Amber Betty, nascida em 25 de julho de 2018. Em novembro de 2016, o casal anunciou que Noah foi diagnosticado com câncer no fígado. Consequentemente, Michael Bublé decidiu dar uma pausa na carreira, para que pudesse acompanhar o tratamento do filho.
Em 13 de outubro de 2018, o jornal britânico Daily Mail publicou que Michael Bublé, em entrevista, anunciou o fim definitivo de sua carreira, para que pudesse se dedicar ao filho Noah, no entanto, o cantor desmentiu essa informação dizendo que foi mal interpretado pelo entrevistador.
Em 16 de novembro de 2018, Bublé lançou seu décimo álbum de estúdio intitulado Love.
Em abril de 2019, sua conta no Instagram foi hackeada e teve algumas fotos explícitas postadas. Logo seus seguidores perceberam que não era o cantor que as postava e então começaram a denunciar. Apenas 2 horas depois a equipe de Michael conseguiu reconectar a contar e apagou todas as fotos postadas. Ainda não se sabe quem fez tal coisa.

## Discografia
- BaBalu (2001)
- Dream (2002)
- Michael Bublé (2003)
- It's Time (2005)
- Call Me Irresponsible (2007)
- Crazy Love (2009)
- Christmas (2011)
- To Be Loved (2013)
- Nobody but Me (2016)
- Love (2018)

## Turnês
- Michael Bublé: Live in Concert (2004)
- It's Time Tour (2005–06)
- Irresponsible Tour (2007–08)
- Crazy Love Tour (2010–12)
- To Be Loved Tour (2013–15)
- An Evening with Michael Bublé (2019-21)

## Filmografia
- 2000 Duets
- 2001 Totally Blonde
- 2003 The Snow Walker
- 2005 Las Vegas (filme)
- 2005 Da Kath & Kim Code

## Crítica
Comentando a agenda de shows para o Yahoo!, Regis Tadeu publicou uma crítica sobre o cantor em 2012: "Existem artistas que, por mais que se esforcem, nunca conseguem romper a barreira que separa a cafonice da genialidade — lembro de Brian Ferry neste exato momento. Pois no caso de Bublé, o que acontece é que o canadense tem tudo para suceder Tony Bennett como 'embaixador da boa música do passado', mas se perde na escolha de repertório e por demonstrar um excessivo e falso 'bom humor', completamente estudado e sem um pingo de espontaneidade. É uma espécie de 'Emmerson Nogueira metido em um smoking'. É um show indicado para aqueles que sonham em ser entrevistados pelo Amaury Jr." Em julho de 2013, Caroline Sullivan também comentou sobre o cantor para o The Guardian: "[Bublé] é um artista do molde dos anos 50: meio jazz barítono e meio comediante, com um repertório (...) de padrões pop, e um cesto de piadas curtas de casa bingo, todas despachadas em um smoking."